# حي 14 أكتوبر (سيحوت)
حي 14 أكتوبر هو أحد أحياء مدينة سيحوت بمحافظة المهرة اليمنية، بلغ تعداد سكانه 1671 نسمة حسب التعداد السكاني في اليمن لعام 2004.